# 邢伟宁
邢伟宁（？—1986年10月18日），中国男子篮球运动员，原中国国家男子篮球队成员，曾随队参加1978年亚洲运动会，结果获得金牌，他于1986年10月18日因车祸罹难。他的女儿是日本前排球运动员富田宁宁。